# Rieme
Rieme is een dorp in de Belgische provincie Oost-Vlaanderen. Het ligt op het grondgebied van Ertvelde, deelgemeente van Evergem. Rieme ligt in de industriezone van de Gentse haven, ten westen van het kanaal Gent-Terneuzen.

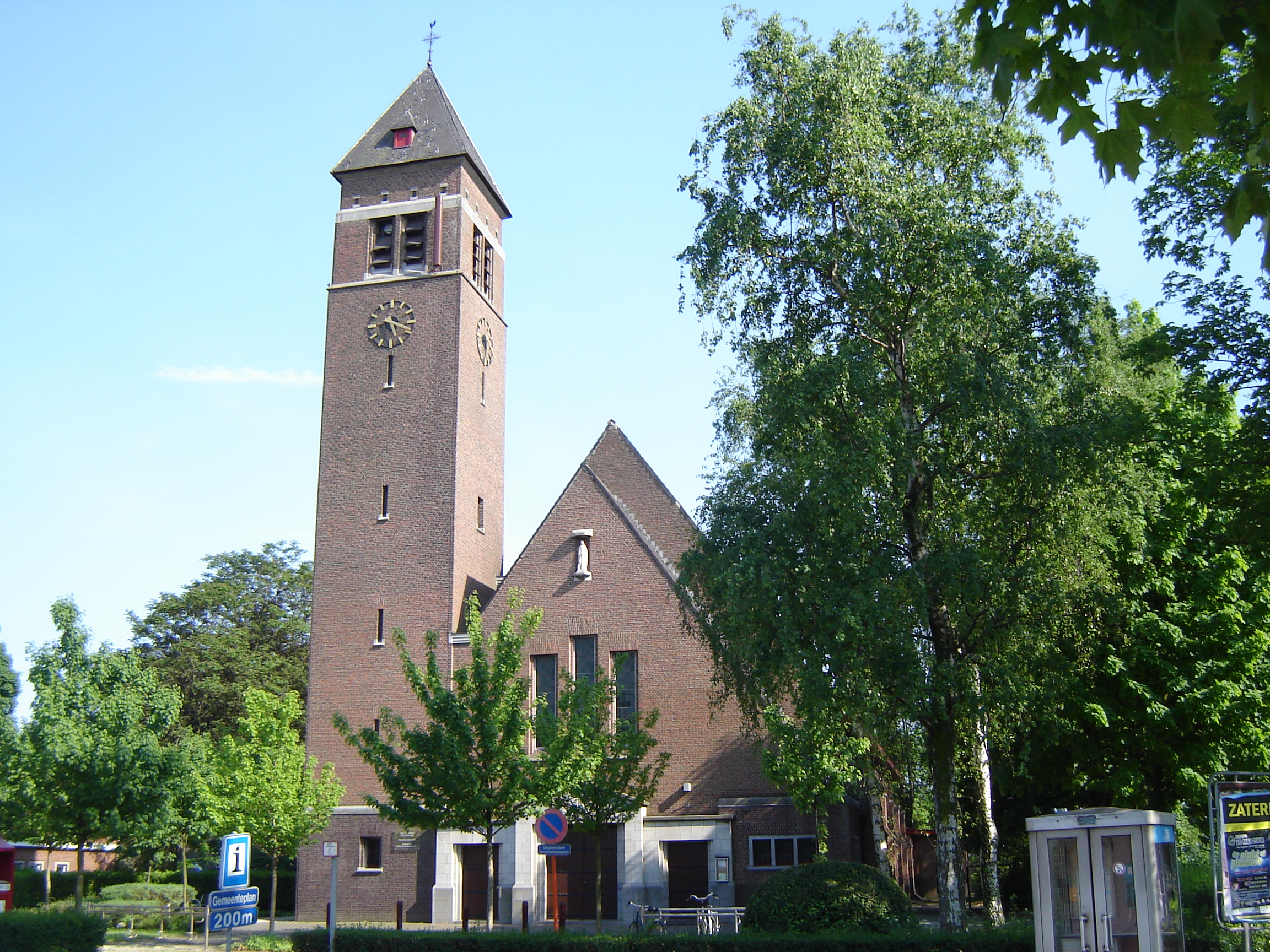
Sint-Barbarakerk

## Geschiedenis
Deze plaatsnaam werd voor het eerst in de literatuur teruggevonden in 1295. Het was een belangrijk strategisch punt, omdat de weg naar Antwerpen hier de Sassevaart kruiste. De St-Barbara-parochie in Rieme is gesticht in 1927, de nieuwe parochiekerk werd ingewijd op 31 maart 1935. Tijdens de Tweede Wereldoorlog werd Rieme herhaaldelijk gebombardeerd en werd het grootste deel vernietigd.
Het militair domein werd 56 jaar geleden ingewijd als nationale bedevaartsplaats. Vroeger was dit een opslagplaats van munitie van de Duitse bezetting in de Tweede Wereldoorlog. Tussen 1942 en 1943 werden er 24 verzetslieden geëxecuteerd. Door de uitbreiding van de kanaalzone is het executieoord in Rieme verdwenen en overgeplaatst naar het executieoord in Oostakker.

## Bezienswaardigheden
- De Sint-Barbarakerk

## Natuur en landschap
Rieme ligt aan het Kanaal Gent-Terneuzen en is sterk geïndustrialiseerd. Van 1912-2009 stonden hier de fabrieken van Kuhlmann. Een grote stort van gips werd afgedekt en eromheen werd onder meer een natuurgebied aangelegd. Later kwamen op het Kuhlmannterrein andere fabrieken, onder meer van Total (smeermiddelen) en Fuji Oil, een fabriek van voedingsoliën.

## Verkeer
Rieme heeft een spoorwegstation aan de spoorlijn 55. Dit station is niet meer in gebruik voor personenvervoer maar is nu een opslagplaats voor goederen.

## Nabijgelegen kernen
Zelzate, Ertvelde
Deelgemeenten: Ertvelde · Evergem · Kluizen · Sleidinge

Overige dorpen: Belzele · Doornzele · Kerkbrugge-Langerbrugge · Rieme · Wippelgem

Wijken en gehuchten: Daasdonk · Hoeksken · Hulleken · Kerkbrugge · Langerbrugge · Meerbeke · Molenhoek · Oostmoer · Singel · Tervenen · Weegse · Zandeken

Belgische gemeenten · Arrondissement Gent · Oost-Vlaanderen · Vlaanderen